# Pereira Verklaart
Pereira Verklaart (Italiaans: Sostiene Pereira) is een roman uit 1994 van de Italiaanse schrijver Antonio Tabucchi.

## Toelichting
Het hoofdpersonage is Pereira, een journalist belast met de culturele pagina van een kleine krant in Lissabon die worstelt met zijn geweten en de beperkingen opgelegd door het fascistische regime van Antonio Salazar. Antonio Tabucchi won in 1994 voor zijn roman de Premio Campiello, de Premio Viareggio en de Premio Scanno. 

 Sostiene Pereira werd in 1996 verfilmd met Marcello Mastroianni in de rol van Pereira. In 1995 verscheen een Nederlandse vertaling van de hand van Anthonie Kee onder de titel Pereira Verklaart.

## Plot
De roman speelt zich af in Portugal in de zomer van 1938 tijdens de dictatuur van Salazar. Op een dag leest Pereira, een oude journalist van de middagkrant de Lisboa  die van literatuur houdt en er zijn leven aan wijdt, een essay in een literair tijdschrift over de dood. Hij besluit de jonge auteur, Franscesco Monteiro Rossi, te contacteren met de vraag om als freelancer in memoriams te schrijven van bekende nog in leven zijnde schrijvers. De bijdrages die Monteiro Rossi vervolgens aflevert hebben een duidelijke linkse signatuur en Pereira acht ze ongeschikt voor publicatie. Pereira heeft begrip voor Monteiro Rossi en Marta, zijn revolutionaire verloofde, en hij raakt algauw gevangen tussen het verlangen om hen te helpen en zijn principe om zich niet met politiek in te laten. Niet veel later ontmoet Pereira dokter Cardoso in de kliniek van Parede waar hij in behandeling is voor zijn hartproblemen. Pereira vertrouwt de dokter toe wat hem sinds kort zorgen baart en Cardoso legt hem de theorie uit van de confederatie van de zielen die werd uitgewerkt door de Franse psychologen Pierre Janet en Théodule Ribot. Volgens die theorie bestaat elke mens uit meerdere zielen waarvan er één dominant is in plaats van uit één unieke ziel zoals beschreven in de christelijke leer. Het gebeurt dat de ene dominante ziel wordt ingeruild voor een andere wat tot een metamorfose in het individu kan leiden. De ware aard van het regime dringt nu stilaan door tot Pereira, het geweld, de intimidaties en de censuur van de media. Uiteindelijk wordt Monteiro Rossi in het bijzijn van Pereira vermoord door de fascistische politie. Pereira slaagt er vervolgens in met de hulp van Cardoso een in memoriam van Monteiro Rossi in de Lisboa te publiceren alvorens uit Portugal te vluchten.

## Verwijzingen
De roman bevat verschillende literaire en politieke verwijzingen.
- Luigi Pirandello (1867-1936).
- Ludwig Feuerbach (1804-1872).
- Federico García Lorca. La casa de Bernarda Alba (1936). [Hij werd geëxecuteerd door milities van het Falangisme op 19 augustus 1936], (1898-1936).
- Georges Bernanos. Journal d’un curé de campagne; Grand Prix du Roman (1936) (1888–1948).
- François Mauriac “vanwege het diepgaande spirituele inzicht en de artistieke intensiteit waarmee het drama van het menselijke leven in zijn romans doordrongen is”. (1885 – 1970).
- Fernando Pessoa (1888-1935).
- Guy de Maupassant Bel Ami(1885). Le Horla(1887). (1850-1893).
- T.E. Lawrence (1888-1935).
- Thomas Mann (1875-1955).
- Rainer Maria Rilke (1875-1926).
- Honoré de Balzac Honorine (1843) (1799-1850).
- Friedrich Nietzsche (1844-1900).
- Giambattista Vico (1668-1774).
- Georg Wilhelm Friedrich Hegel (1770-1831).
- Karl Marx (1818-1883).
- Alphonse Daudet. Le petit Chose (1868). Contes du Lundi(1873). La Derniere Classe L’Arlésienne (1872) (1840-1897).
- Aquilino Ribeiro [Hij was betrokken bij de oppositie tegen António de Oliveira Salazar en de Estado Novo, wiens regering verschillende van zijn boeken trachtte te censureren of te verbannen] (1885-1963).
- Bernardo Marques (1898-1962).
- Théodule Ribot. (1839-1916).
- Pierre Marie Félix Janet (1859-1947).
- Jacques Maritain (1882-1973).
- Vladimir Mayakovsky (1893-1930.)
- Sergei Mikhailovich Eisenstein (1898-1948).

De rechtse hoofdredacteur van de Lisboa heeft volgende suggesties:
- José Maria de Eça de Queirós (1845-1900).
- Camilo Ferreira Botelho Castelo Branco (1825-1890).
- Luís Vaz de Camões Os Lusíadas(1572) (1524-1580).
- António Ferro [Het Portugese Departement voor Propaganda SPN, later omgedoopt tot het Departement voor Informatie, Cultuur en Toerisme-SNI werd opgericht door Antonio Ferro om strategieën voor ideologische propaganda te bedenken. (The Poster of the New State‘ door Theresa Beco de Lobo)

## Waardering
Lawrence Venuti van The New York Times gaf aan dat het boek een succes werd in Italië als een symbool van het verzet tegen de regering Berlusconi Michael Arditti recenseerde het boek voor The Daily Telegraph in 2010, en schreef: "Pereira Verklaart is een treffende, intense en originele roman. ... Tabucchi verdient nu een plaats naast Irène Némirovsky, Sándor Márai and Stefan Zweig als een van de grote continentale herontdekkingen voor Engelstalige lezers in de laatste jaren." 